# Hannoveri Anna orániai hercegné
Hannoveri Anna hercegnő (Hannover, 1709. november 2. – Hága, 1759. január 12.) angol királyi hercegnő, II. György brit király és Ansbachi Karolina legidősebb leánya, házassága révén Oránia hercegnéje.

## Életrajza
Anna ötéves volt, amikor nagyapja, György Lajos hannoveri választófejedelem lépett a brit trónra I. György néven.
1727. augusztus 30-án apja II. György Princess Royalnak nyilvánította.
Anna Princess Royal lett amikor nagynénje, Zsófia Dorottya porosz királyné még élt, aki szintén jogosult lett volna erre a kitüntető címre, de nem kapta meg.
Amikor férje 1751-ben meghalt, Anna a hároméves fiának, Vilmosnak, régense lett haláláig. Utóda anyósa, Mária Lujza hessen–kasseli őrgrófnő lett.

## Fordítás
- Ez a szócikk részben vagy egészben  az   Anna von Großbritannien, Irland und Hannover című német Wikipédia-szócikk fordításán alapul.  Az eredeti cikk szerkesztőit annak laptörténete sorolja fel. Ez a jelzés csupán a megfogalmazás eredetét és a szerzői jogokat jelzi, nem szolgál a cikkben szereplő információk forrásmegjelöléseként.

1. 1 2  RKDartists (holland nyelven). (Hozzáférés: 2017. augusztus 23.)
2. 1 2  Anna van Hannover. Holland Életrajzi Portál
3. ↑  Darryl Roger Lundy: The Peerage (angol nyelven). (Hozzáférés: 2017. október 9.)